# 카산드라 드림
《카산드라 드림》(영어: Cassandra's Dream)은 2007년 개봉한 범죄 스릴러 영화이다.

## 줄거리
식당을 운영하는 아버지 밑에서 태어난 사우스런던의 형제 테리와 이언은 성공한 성형외과 의사인 삼촌 하워드를 존경하며 자랐다. 어느 날 형제는 상태가 새것이나 다름 없는 요트를 저렴하게 구입하고, 이 요트를 살 돈을 따게 해준 경주견 그레이하운드에게서 따온 '커샌드라의 꿈'(Cassandra's Dream)이란 이름을 붙인다.
이언은 우연히 만난 여배우 앤절라에게 빠져들고, 그녀와 새로운 삶을 꿈꾸며 캘리포니아 호텔에 투자하려 한다. 한편 도박 중독인 테리는 도박 빚에 시달린다. 재정적 어려움에 처한 형제는 하워드에게 도움을 요청하고, 하워드는 부탁을 들어주는 대신 옛 동업자 마틴 번스를 살해해달라는 제안을 한다. 마틴이 법정에서 징역 위기에 놓인 자신에게 불리한 증언을 할 예정이라는 것. 처음엔 망설이던 형제는 결국 이를 받아들인다.
살인 계획을 세우는 동안 이언은 앤절라가 다른 남자와 만날까 봐 불안해한다. 형제는 사제총을 만들어 마틴을 살해하는 데 성공하지만 테리는 죄책감에 시달리며 술과 약물에 의존하다가 경찰에 자수하려 한다. 테리의 상태가 심각해지자 이언은 하워드에게 조언을 구하고, 하워드는 테리를 제거할 수밖에 없다고 말한다. 이언은 배 위에서 테리를 독살하려 하지만 실패하고, 다툼 끝에 테리가 이언을 죽인다.
요트는 표류한 채 발견되고, 경찰은 테리가 이언을 죽인 후 물에 빠져 자살한 것으로 결론짓는다. 이 모든 사건 이후에도 '커샌드라의 꿈'은 여전히 새것처럼 아름다운 상태로 남는다.

## 출연진
- 콜린 패럴 - 테리 블레인 역
- 이완 맥그리거 - 이언 블레인 역
- 존 벤필드 - 브라이언 블레인 역
- 클레어 히긴스 - 도러시 블레인 역
- 애슐리 머데퀘이 - 루시 역
- 앤드루 하워드 - 제리 역
- 헤일리 애트웰 - 앤절라 스타크 역
- 샐리 호킨스 - 케이트 역
- 톰 윌킨슨 - 하워스 스완 역
- 필 데이비스 - 마틴 번스 역
- 짐 카터 - 프레드 역
- 리처드 린턴 - 감독 역
- 제니퍼 하이엄 - 헬렌 역
- 리 휘틀록 - 마이크 역

## 기타 제작진
- 공동 제작: 니키 켄티시 반스, 헬렌 로빈
- 배역: 퍼트리샤 케리건 디서토, 게일 스티븐스, 줄리엣 테일러
- 미술: 마리아 두커비치
- 의상: 질 테일러